# GNOME Shell
GNOME Shell — одна зі складових частин вільного середовища стільниці GNOME, починаючи з версії 3.0, який має новий менеджер вікон Mutter (походить від слів Metacity — сьогоднішній менеджер вікон середовища GNOME, та Clutter — у перекладі з англійської „безладдя“). GNOME Shell — це інноваційна оболонка користувача, що використовує всю потужність композитної стільниці. Він дозволяє легко додавати додаткові робочі місця, запускати найчастіше вживані програми та надавати доступ до часто вживаних файлів та документів, а також використовує усі можливості сучасних графічних апаратних засобів.
Зараз GNOME Shell знаходиться в активному розвитку, багато запланованих опцій поки що не реалізовано, але того, що вже є, достатньо для повсякденного користування.